# Ернест Гутч
Ернест Гутч е швейцарски фермер и изследовател.

## Биография
Ернест Гутч е роден през 1948 г. в Раперсвилен, в североизточната част на Швейцария, и живее в щата Баия, североизточна Бразилия.
Работата на Гутч в Латинска Америка по моделите на агро-лесовъдство, известно като Agroforestry, довежда до превръщането на големи площи от унищожени земи в продуктивни и разнообразни агро-гори. Той разработва нова техника на бързо възстановяване на бедните почви, имитирайки съществуващи модели в природата, в които внимателно подбрани видове растения са поставени на определено разстояние и местоположение, като са въведени в предварително определена последователност, и са силно подрязвани в периода на растеж през редовни интервали. В разстояние на няколко години той превръща над 1200 акра унищожена земя в Бразилия в тропическа гора. Неговите ученици и някои предприятия прилагат същите техники, съчетаващи търговски и екологични интереси.